# Экспресс АМ5
Экспресс AM5 — российский спутник связи серии «Экспресс», вывод на орбиту которого произведён 26 декабря 2013 года.

## Миссия
Спутник предназначается для предоставления пакета мультисервисных услуг (цифровое телерадиовещание, телефония, видеоконференцсвязь, передача данных, доступ к сети Интернет), для создания сетей VSAT, а также для подвижной правительственной и президентской связи. Он позволит создать необходимую инфраструктуру для обеспечения населения страны доступным многопрограммным цифровым телевизионным и радиовещанием.
Выведен на орбиту в рамках Федеральной космической программы России (ФКП) на период 2006—2015 годы, утвержденной постановлением Правительства РФ № 635 от 22.10.2005.
Заказчиком спутника Экспресс AM5 является  ГПКС, а изготовителем ОАО «ИСС».

## Полезная нагрузка
Экспресс AM5 - это первый российский спутник тяжелого класса негерметичного исполнения изготовленный на базе платформы Экспресс-2000 с большим количеством транспондеров и развитой антенной системой. ОАО «ИСС» подписало договор с ФГУП НИИР на поставку модулей полезной нагрузки для Экспресс AM5. НИИР будет осуществлять интеграцию оборудования бортового ретрансляционного комплекса, а субподрядчиком по ретранслятору и антенным системам выступит компания MacDonald, Dettwiler and Associates Ltd. (MDA, Канада). Кроме того, специалисты ОАО «ИСС» также примут участие в изготовлении антенных систем космического аппарата: они создадут рефлекторы антенн с контурными диаграммами направленности.
На КА установлены 84 транспондера:
- 30 транспондеров C-диапазона. Стволы С-диапазона имеют полосу пропускания 40 МГц и расположены с шагом 50 МГц. Используется поляризационное уплотнение стволов с круговой поляризацией.
- 40 транспондеров Ku-диапазона.
- 12 транспондеров Ka-диапазона. Освоение Ка-диапазона частот начнется на территории Сибири и на Дальнем Востоке. Ретрансляционная аппаратура Ка-диапазона частот на спутнике «Экспресс-АМ5» предусматривает использование многолучевой технологии.
- 2 транспондера L-диапазона.

После приведения к полосе 36 МГц получается 151 эквивалентный транспондер.

## Создание Экспресс АМ5
15 мая 2009 года ФГУП «Космическая связь» подвело итоги открытого конкурса на проектирование, разработку и изготовление космических аппаратов «Экспресс-АМ5» и «Экспресс-АМ6». Победителем было признано ОАО «Информационные спутниковые системы им. академика М. Ф. Решетнева». Стоимость изготовления двух космических аппаратов составит 11 879 900 000 рублей. Строительство и запуск «Экспресс-АМ5» и «Экспресс-АМ6» предусмотрены Федеральной космической программой России на 2006-2015 годы, спутники планировалось вывести на орбиту в 2012 году в позиции 140° в. д. и 53° в. д. соответственно.
12 августа 2009 года между ФГУП «Космическая связь» и ОАО «Информационные спутниковые системы им. академика М. Ф. Решетнева» был подписан договор на создание космических аппаратов «Экспресс-АМ5» и «Экспресс-АМ6».
27 октября 2009 года ОАО «Информационные спутниковые системы им. академика М. Ф. Решетнева» приступили к созданию космических аппаратов «Экспресс-АМ5» и «Экспресс-АМ6».
1 июня 2010 года было завершено предварительное проектирование космических аппаратов «Экспресс-АМ5» и «Экспресс-АМ6». В июне 2010 года планировалось завершить все проектные работы и перейти к выпуску конструкторской документации.
22 мая 2011 года было объявлено о завершении изготовления конструкции модуля полезной нагрузки телекоммуникационного космического аппарата «Экспресс-АМ5» и отправке его в компанию MDA (Канада) для установки оборудования ретранслятора. Планировалось, что его установка на конструкцию модуля полезной нагрузки займет девять месяцев. В течение этого времени в ОАО «ИСС им. академика М. Ф. Решетнева» должны были изготовить модуль служебных систем космического аппарата.
10 февраля 2012 года были завершены квалификационные испытания бортового комплекса управления космического аппарата и продолжались работы по сборке платформы Экспресс-2000.
10 апреля 2012 года было сообщено, что ведутся электрические испытания платформы Экспресс-2000, созданной для «Экспресс-АМ5». Испытания должны подтвердить корректность функционирования электронной бортовой аппаратуры установленной на платформе Экспресс-2000.
14 мая 2012 года производится установка антенны Ka-диапазона на космический аппарат «Экспресс-АМ5». Поставка из Канады остальных антенн(C-, Ku- и L-диапазона) ожидается в течение мая.
5 июня 2012 года генеральный конструктор и генеральный директор ОАО «ИСС им. академика М. Ф. Решетнева» сообщил:

Для телекоммуникационных спутников «Экспресса-АМ5» и «Экспресса-АМ6», который строятся для ГПКС, плановые сроки запуска - это 2012-2013 годы. Сегодня мы в эти плановые сроки пока не укладываемся, но не по нашей вине. «Экспресс-АМ6» запустим, как и планировалось, в 2013 году, там проблем нет. Но запустить «Экспресс-АМ5» в 2012 году уже не получится, потому что на два месяца идет задержка полезной нагрузки из Канады – из компании MDA. Российским партнером канадской фирмы является НИИ радио. Мы, естественно, на регулярной основе встречаемся с ГПКС, НИИР и MDA, пытаемся войти в план-график. Но есть технологические циклы. Поэтому запуск «Экспресса-АМ5 возможен, например, в первом квартале 2013 года.

24 августа 2012 года из Канады был получен модуль полезной нагрузки телекоммуникационного космического аппарата «Экспресс-АМ5». Объявлено, что запуск «Экспресс-АМ5» планируется во втором квартале 2013 года.
24 сентября 2012 года началась интеграция модуля полезной нагрузки космического аппарата «Экспресс-АМ5» с платформой Экспресс-2000.
12 октября 2012 года из Канады были доставлены 8 антенн производства компании MacDonald, Dettwiler and Associates Ltd. (MDA, Канада). Две антенны были доставлены ранее, весной 2012 года.
Декабрь 2012 года, успешно завершились интеграционные испытания на совместимость бортового и наземного комплексов управления спутника «Экспресс-АМ5».
Февраль 2013 года завершены термовакуумные и термобалансные испытания.
Июль 2013 года начаты вибрационные и акустические испытания, аналогичные нагрузкам возникающим при выведении спутника на орбиту.
17 октября 2013 года проведены завершающие электрические испытания «Экспресс-АМ5», в ходе которых проводились функциональные проверки всех подсистем космического аппарата, работоспособности канала связи спутника с наземным комплексом управления и проверка раскрытия перенацеливаемой антенны Ku-диапазона.

## Запуск
В ноябре 2010 года генеральный конструктор и генеральный директор предприятия "Информационные спутниковые системы" имени Решетнева" (ИСС) Николай Тестоедов сообщил, что согласно контракту аппарат будет запущен в июне 2012 года. На «Экспресс-АМ5» впервые в отечественной практике предусмотрена схема довыведения на геостационарную орбиту собственными электрореактивными двигателями спутника.
18 ноября 2013 года спутник «Экспресс-АМ5» был доставлен на космодром Байконур. Началась подготовка к запуску.
26 декабря 2013 года в 14 часов 49 минут 56 секунд по московскому времени со стартового комплекса площадки 81 космодрома Байконур стартовыми расчетами предприятий ракетно-космической промышленности России был осуществлен пуск ракеты космического назначения «Протон-М» с разгонным блоком «Бриз-М» и для выведения на орбиту космического аппарата «Экспресс-АМ5». 27 декабря 2013 года в 00:12 по московскому времени спутник отделился от разгонного блока "Бриз-М". После этого АМ5 будет около 3-х месяцев двигаться в свою точку стояния на собственной электрореактивной тяге 
11 марта 2014 года  начались приёмо-сдаточные испытания полезной нагрузки Экспресс АМ5 .
22 апреля 2014 года ГПКС успешно перевело вещание и работу действующих сетей со спутника «Экспресс АМ3» на новый космический аппарат тяжелого класса «Экспресс-АМ5» (140° в. д.) .

## Орбитальная позиция
140° в. д.

## Проблемы с охлаждением
3 июня 2023 года произошёл отказ контура терморегулирования системы охлаждения аппарата. Для сохранения работоспособности спутника часть транспондеров была отключена, после чего ёмкость его полезной нагрузки сократилась. Большинство пользователей аппарата смогли продолжить  работу, остальным предложено перейти на новые спутники ГПКС Экспресс-АМУ3 и Экспресс-АМУ7.